# Dağbelen
Dağbelen ist ein zum Kreis Bodrum gehörendes Dorf in der Provinz Muğla.

## Lage
Das Dorf liegt ungefähr vier Kilometer vom Meer entfernt inmitten der Gebirgswelt der Bodrum-Halbinsel. Die Kreishauptstadt ist 20 Kilometer entfernt. Eine schmale Straße, die von der Hauptstraße Bodrum - Yalıkavak abzweigt, führt in den Ort.

## Bevölkerung
Das Dorf ist heute fast verlassen. Nur mehr 439 Menschen leben hier, da die steilen Hänge nur mit Mühe zu bewirtschaften sind und die Verkehrsanbindung schlecht ist. Vor wenigen Jahren wurde die Grundschule geschlossen. Der Dorfvorsteher heißt Mustafa Kara.